# Orihuela
Orihuela, język walencki Oriola – miasto w Hiszpanii, we wspólnocie autonomicznej Walencja. W 2005 liczyło 75 000 mieszkańców.
W mieście rozwinął się przemysł włókienniczy, spożywczy oraz chemiczny.